# Elisabeth Logean
 (juillet 2025).
Motif : Sources primaires ou non centrées
- Archive Wikiwix
- Bing
- Cairn
- DuckDuckGo
- E. Universalis
- Gallica
- Google
- G. Books
- G. News
- G. Scholar
- Persée
- Qwant
- (zh) Baidu
- (ru) Yandex
- (wd) trouver des œuvres sur Wikidata

| 1. | Préciser le motif de la pose du bandeau. | Précisez le motif de la pose du bandeau en utilisant la syntaxe suivante : {{admissibilité à vérifier\|date=juillet 2025\|motif=remplacez ce texte par le motif}}                     |
| 2. | Informer les utilisateurs concernés.     | Pensez à avertir le créateur de l'article, par exemple, en insérant le code ci-dessous sur sa page de discussion : {{subst:avertissement admissibilité à vérifier\|Elisabeth Logean}} |

Elisabeth Logean, née en 1973 à Hérémence, est une journaliste suisse.

## Biographie
En 1993, après une maturité classique obtenue à Sion, elle commence des études de lettres à l'Université de Genève. Son mémoire, Du berger au mineur : la construction du barrage de la Grande-Dixence entre paix sociale et crise d'identité est publié aux éditions Monographic en 2000.
Après une expérience à Radio Cité, Elisabeth Logean entre à la Télévision suisse romande en 1999 tout d'abord comme journaliste stagiaire puis comme « journaliste reporter d'images » à Genève Région.
En 2002, Elisabeth Logean rejoint l'équipe du week-end et présente les éditions du journal en alternance avec successivement Raphaëlle Aellig, Muriel Siki, David Rihs et Gaëlle Lavidière.
Elle rejoint ensuite les magazines Mise au Point et en 2024 Temps Présent avec François Roulet.
Depuis janvier 2009, elle est productrice éditoriale de l'émission de débat de la TSR Infrarouge avec Esther Mamarbachi.
En octobre 2014, elle redevient joker des journaux du week-end après avoir déjà eu ce poste en 2002.

## Publications
- Du berger au mineur : la construction du Barrage de la Grande-Dixence entre paix sociale et crise d'identité, Sierre, Monographic, coll. « Cahiers de l'histoire locale » (no 13), 2000, 84 p..